# Sâm cầm
Sâm cầm (danh pháp hai phần: Fulica atra) là một loài chim thuộc họ Gà nước (Rallidae).
Đây là loài chim có đầu và cổ màu đen tuyền, mắt nâu đỏ, mỏ nhọn dài và miếng sừng sau mỏ có màu trắng, trọng lượng trung bình 400-500gr nhưng cũng có con nặng 700gr.
Sâm cầm là giống chim di cư, hằng năm nó bay dọc Trái Đất. Sâm cầm sống bằng thực vật tìm thấy dưới đáy ao hồ. Sâm cầm sinh sản tại nhiều vùng hồ và đầm nước ngọt ở Cựu Thế giới. Khi thời tiết băng giá vào mùa đông, sân cầm di cư về phía Nam và phía Tây.
Loài chim này từng di cư về Việt Nam, là loài đặc sản của vùng hồ Tây, Hà Nội:
| “ | Dưa La, húng Láng, ngổ Đầm Cá rô Đầm Sét, sâm cầm Hồ Tây | ” |

Nhạc sĩ Trịnh Công Sơn, khi ra thăm Hà Nội cũng có nhắc đến sâm cầm trong ca khúc Nhớ mùa thu Hà Nội: 
| “ | Hồ Tây chiều thu, mặt nước vàng lay bờ xa mời gọi. Màu sương thương nhớ, bầy sâm cầm nhỏ vỗ cánh mặt trời... | ” |

Tuy nhiên gần đây, vì nạn săn bắt vừa bãi, nên sâm cầm không trở lại Hồ Tây.

## Ảnh

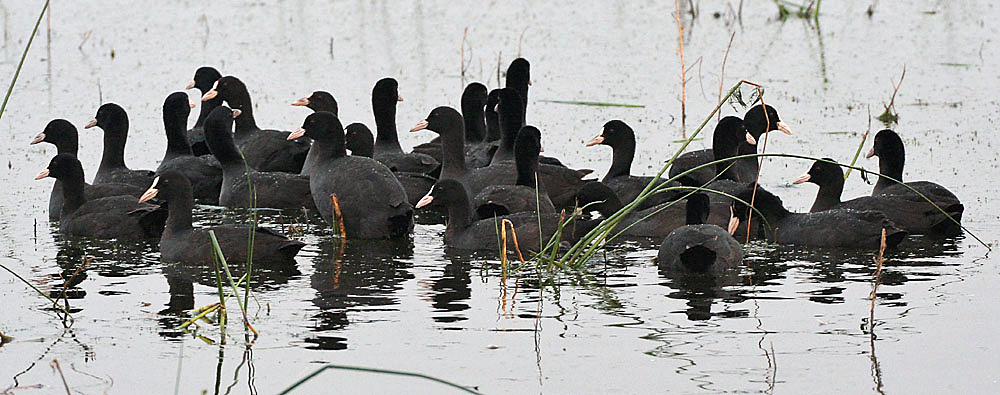
Đàn sâm cầm tại Hodal ở Faridabad, Haryana, Ấn Độ.
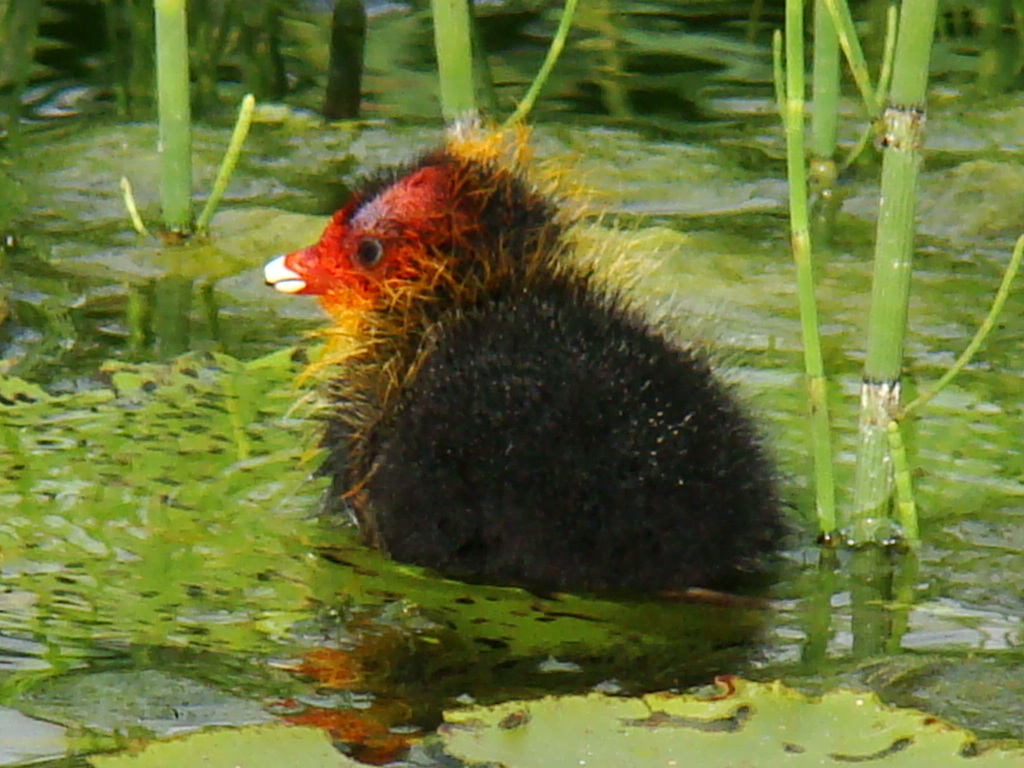
Sâm cầm non.
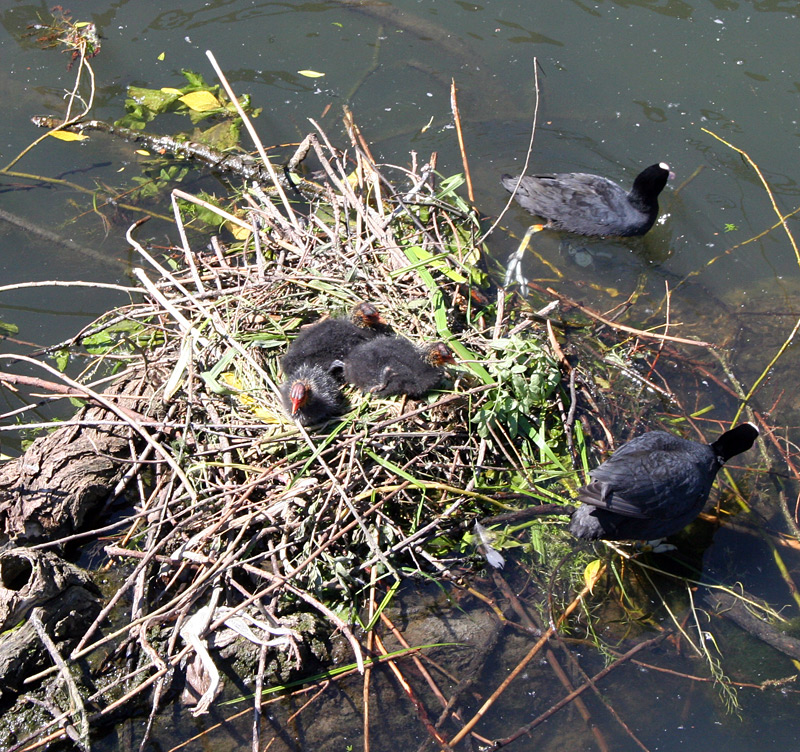
Sâm cầm trống và mái với tổ chim và 3 chim con.
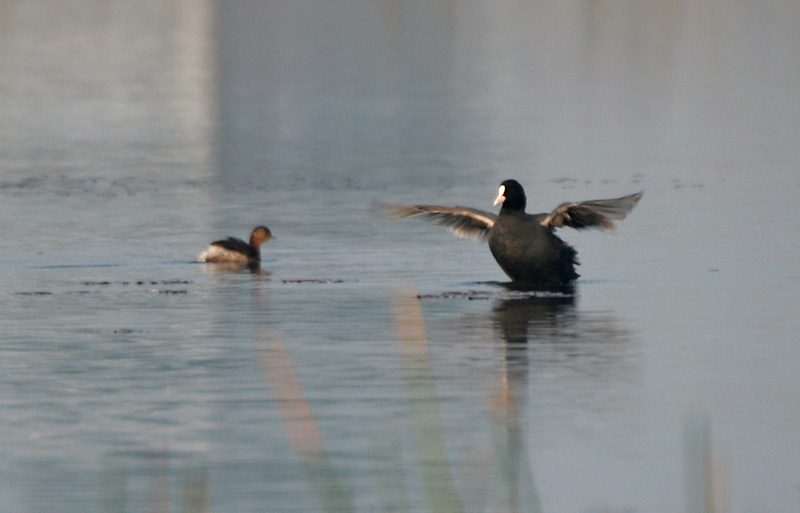
Tắm buổi sáng.
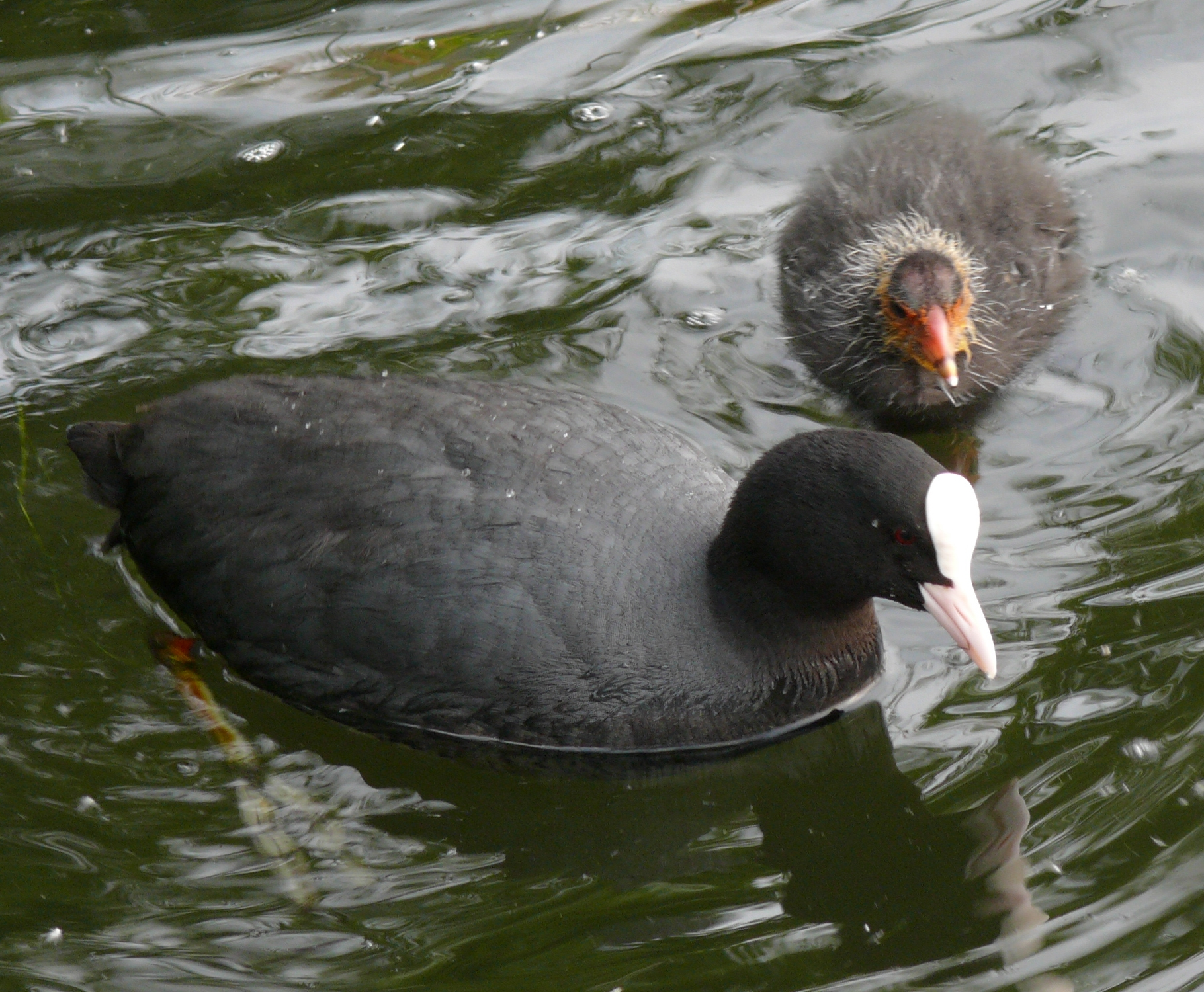
Sâm cầm trưởng thành và chim non.
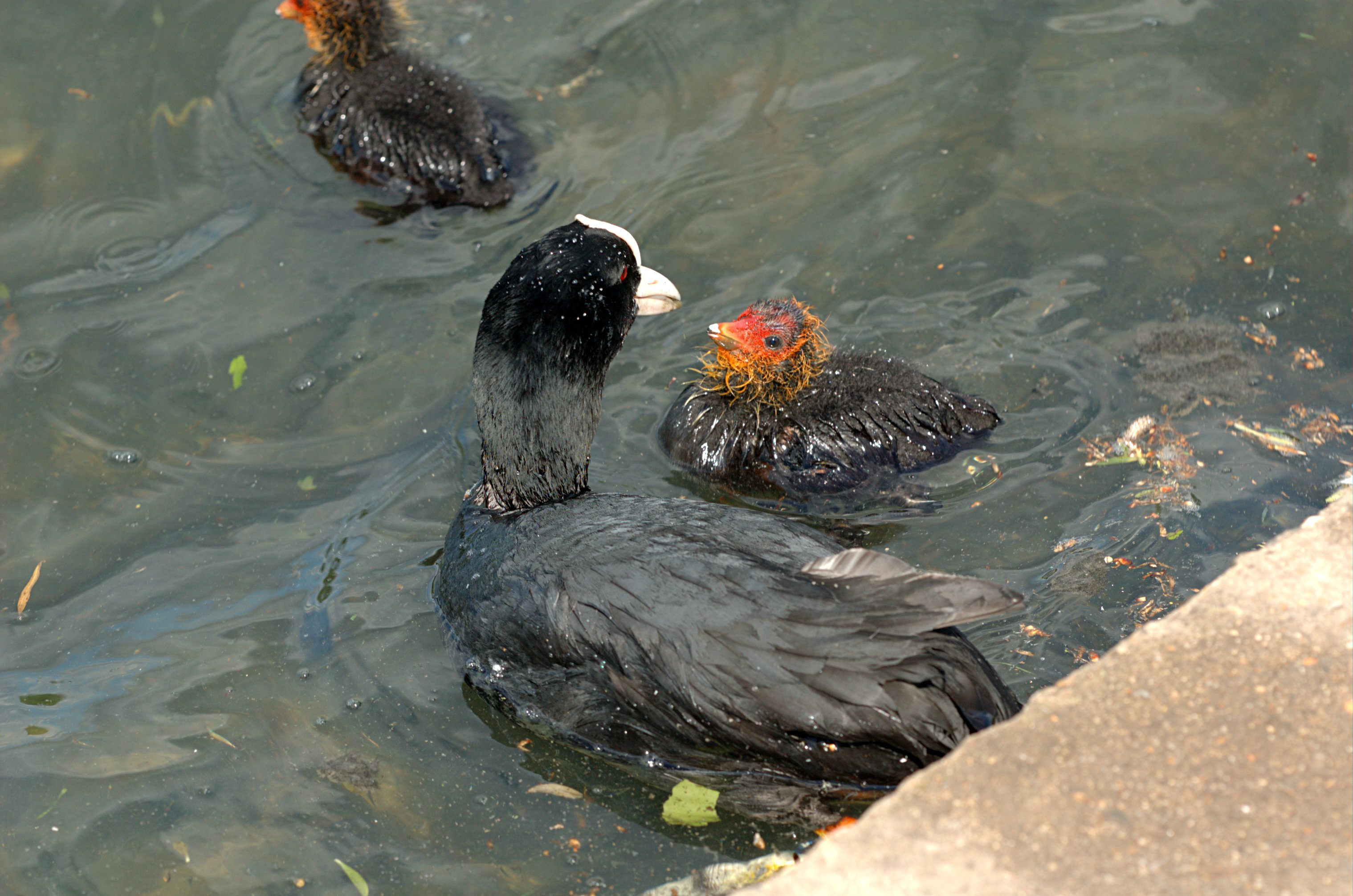
Cho chim non ăn.
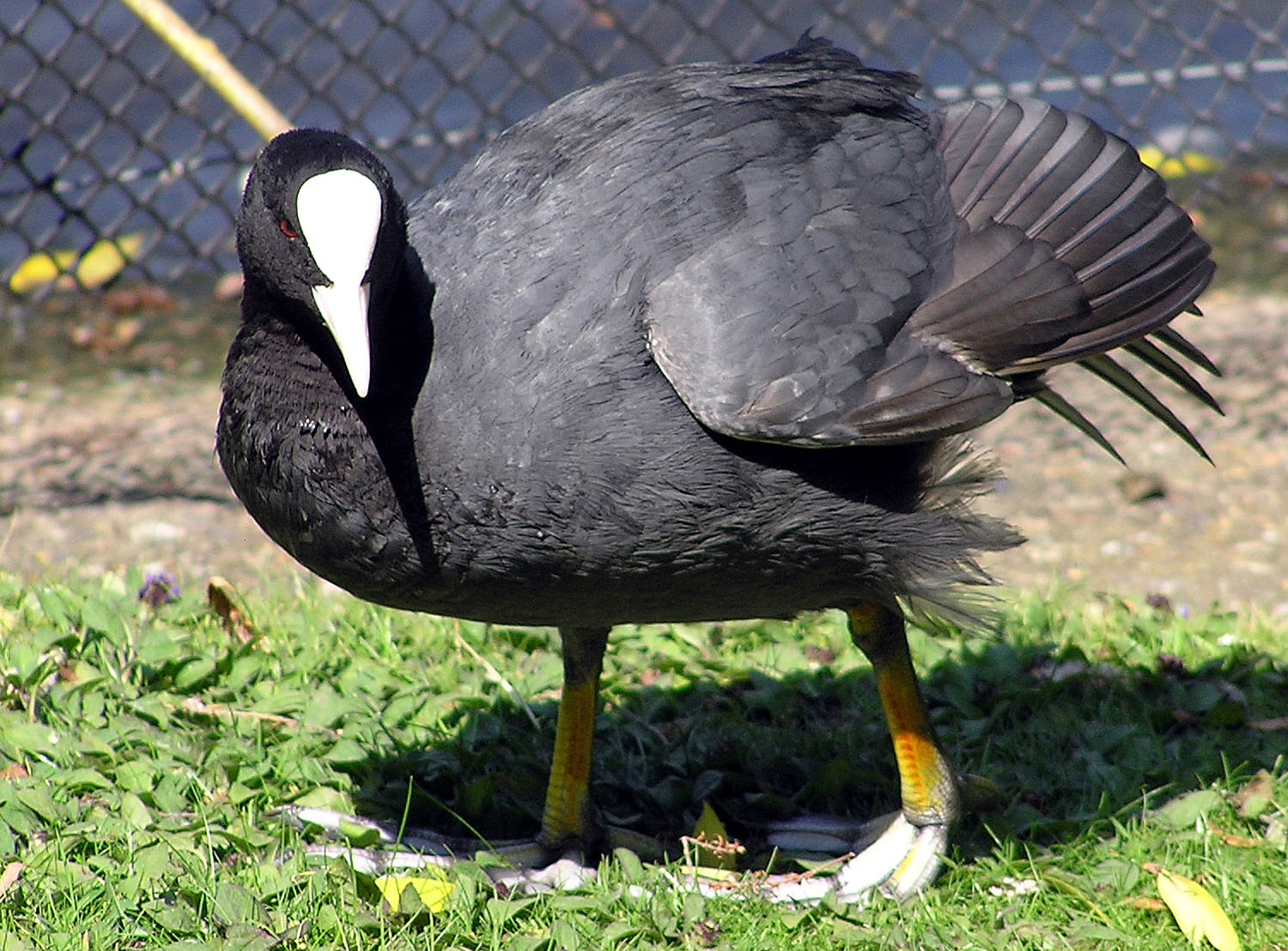
Sâm cầm tại Công viên St James, London.
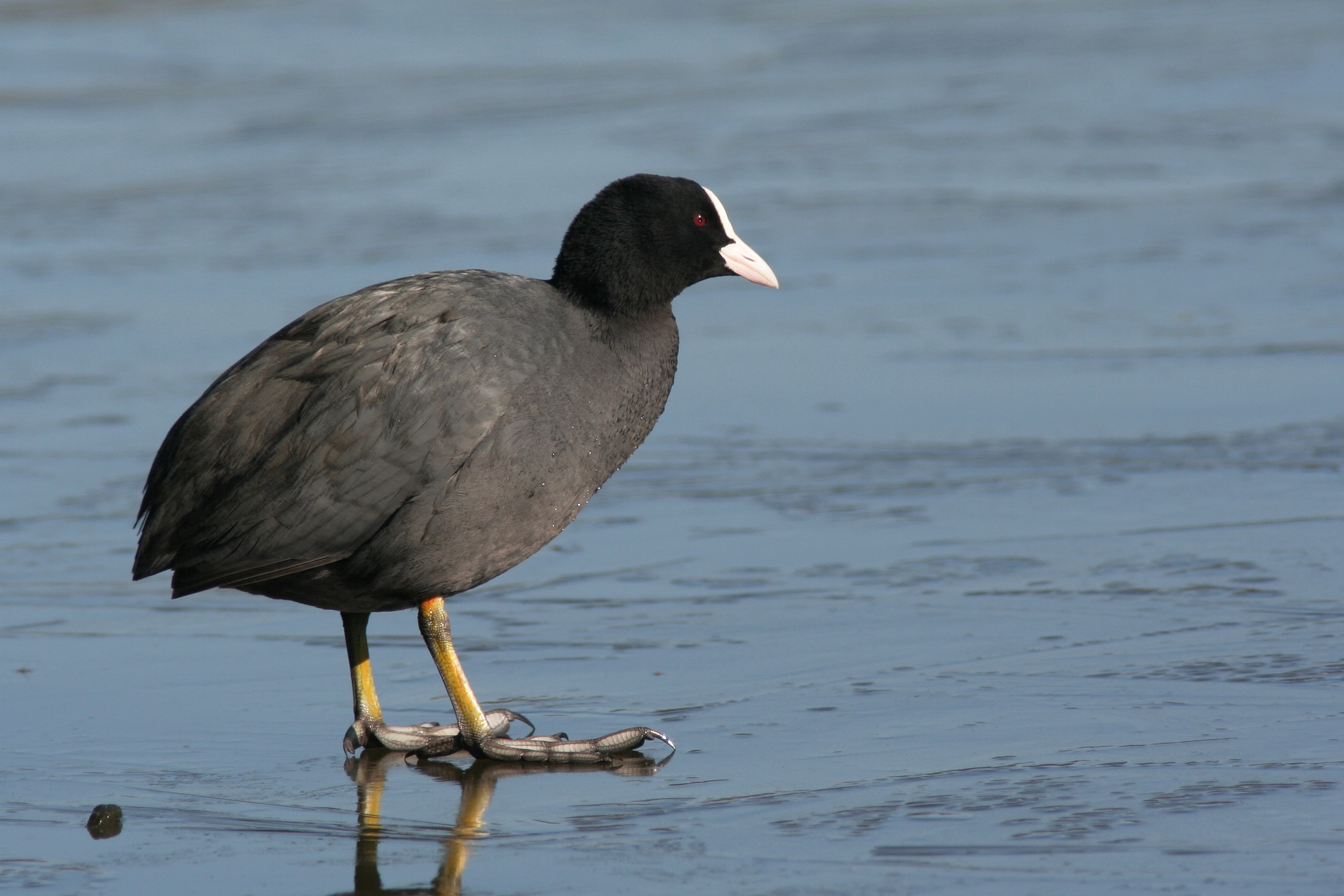
Sâm cầm trên hồ đóng băng.
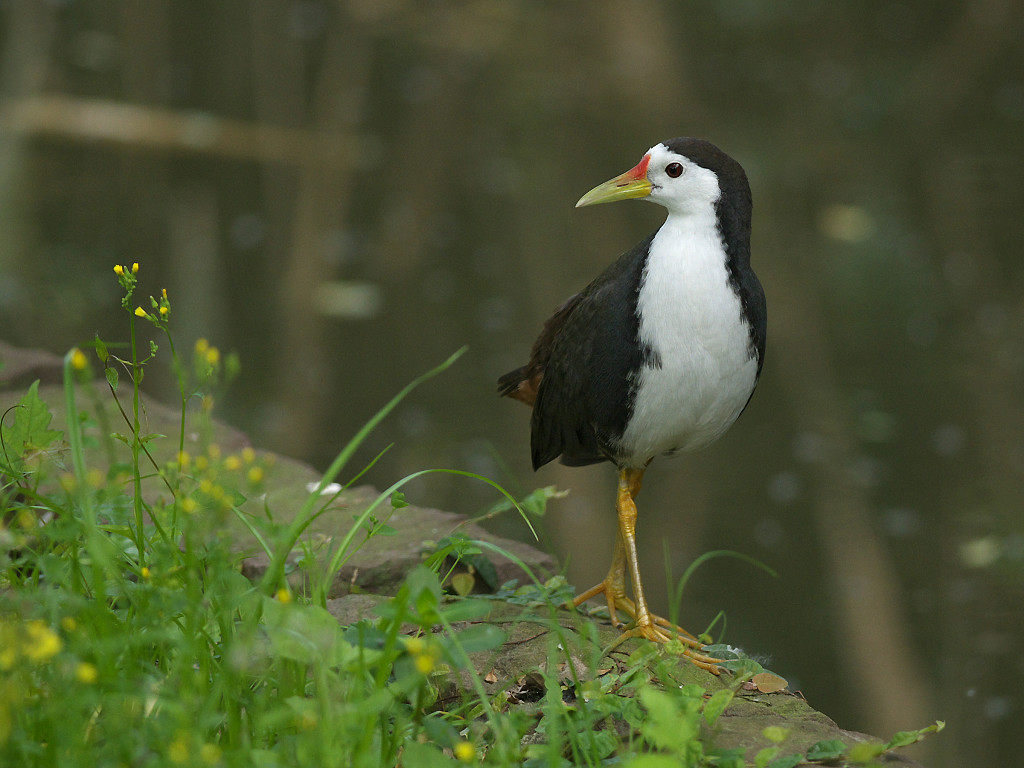
Sâm cầm ngực trắng.
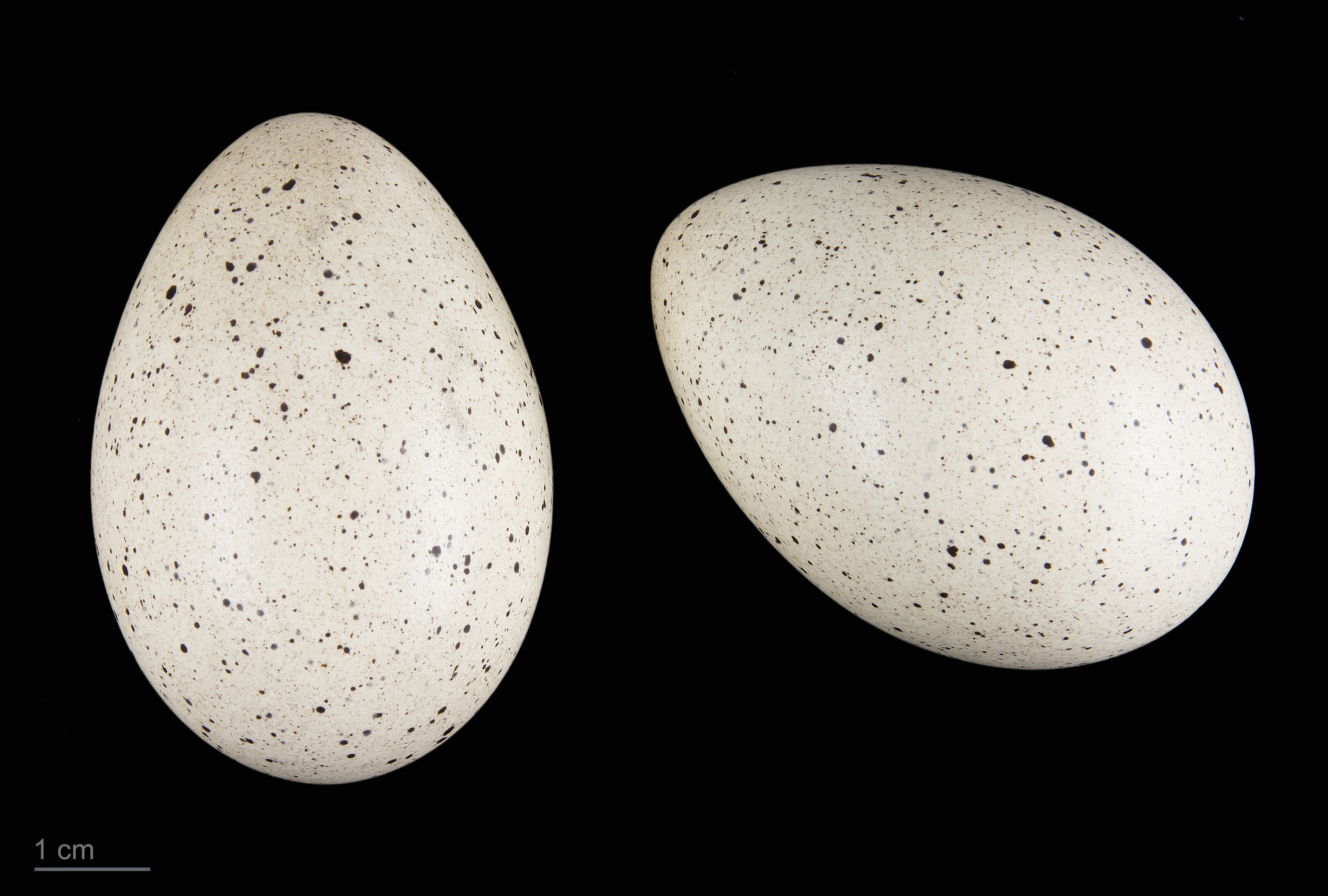
Trứng sâm cầm